# Eupithecia juldusi
Eupithecia juldusi là một loài bướm đêm trong họ Geometridae.